# Women's National Basketball Association 2012
La Women's National Basketball Association 2012 è stata la sedicesima edizione della lega professionistica statunitense.
Vi partecipavano dodici franchigie, divise in due conference. Al termine della stagione regolare (34 gare), le prime quattro di ogni raggruppamento si giocavano in semifinali e finali il titolo della conference; le due vincenti giocavano la finale WNBA.
Il titolo è stato conquistato per la prima volta dalle Indiana Fever. La Most Valuable Player è stata Tina Charles delle Connecticut Sun.

## Stagione regolare

### Eastern Conference
|  |    | Classifica finale 2012 | Pt | G  | V  | P  | PtF | PtS |
|  | -- | ---------------------- | -- | -- | -- | -- | --- | --- |
|  | 1. | Connecticut Sun        | -  | 34 | 25 | 9  | -   | -   |
|  | 2. | Indiana Fever          | -  | 34 | 22 | 12 | -   | -   |
|  | 3. | Atlanta Dream          | -  | 34 | 19 | 15 | -   | -   |
|  | 4. | New York Liberty       | -  | 34 | 15 | 19 | -   | -   |
|  | 5. | Chicago Sky            | -  | 34 | 14 | 20 | -   | -   |
|  | 6. | Washington Mystics     | -  | 34 | 5  | 29 | -   | -   |

### Western Conference
|  |    | Classifica finale 2012   | Pt | G  | V  | P  | PtF | PtS |
|  | -- | ------------------------ | -- | -- | -- | -- | --- | --- |
|  | 1. | Minnesota Lynx           | -  | 34 | 27 | 7  | -   | -   |
|  | 2. | Los Angeles Sparks       | -  | 34 | 24 | 10 | -   | -   |
|  | 3. | San Antonio Silver Stars | -  | 34 | 21 | 13 | -   | -   |
|  | 4. | Seattle Storm            | -  | 34 | 16 | 18 | -   | -   |
|  | 5. | Tulsa Shock              | -  | 34 | 9  | 25 | -   | -   |
|  | 6. | Phoenix Mercury          | -  | 34 | 7  | 27 | -   | -   |

## Play-off
|  | Semifinali Conference | Semifinali Conference | Semifinali Conference | Semifinali Conference | Semifinali Conference |  |  | Finali Conference | Finali Conference | Finali Conference | Finali Conference | Finali Conference |  |  | Finali WNBA | Finali WNBA   | Finali WNBA | Finali WNBA | Finali WNBA | Finali WNBA | Finali WNBA |
|  |                       |                       |                       |                       |                       |  |  |                   |                   |                   |                   |                   |  |  |             |               |             |             |             |             |             |
|  | 1EC                   | Connecticut Sun       |                       |                       |                       |  |  |                   |                   |                   |                   |                   |  |  |             |               |             |             |             |             |             |
|  | 4EC                   | N.Y. Liberty          |                       |                       |                       |  |  |                   |                   |                   |                   |                   |  |  |             |               |             |             |             |             |             |
|  | 4EC                   | N.Y. Liberty          | Connecticut Sun       |                       |                       |  |  |                   |                   |                   |                   |                   |  |  |             |               |             |             |             |             |             |
|  |                       |                       |                       |                       |                       |  |  |                   |                   |                   |                   |                   |  |  |             |               |             |             |             |             |             |
|  |                       |                       | Indiana Fever         |                       |                       |  |  |                   |                   |                   |                   |                   |  |  |             |               |             |             |             |             |             |
|  | 2EC                   | Indiana Fever         |                       |                       |                       |  |  |                   |                   |                   |                   |                   |  |  |             |               |             |             |             |             |             |
|  | 2EC                   | Indiana Fever         |                       |                       |                       |  |  |                   |                   |                   |                   |                   |  |  |             |               |             |             |             |             |             |
|  | 3EC                   | Atlanta Dream         |                       |                       |                       |  |  |                   |                   |                   |                   |                   |  |  |             |               |             |             |             |             |             |
|  |                       |                       |                       |                       |                       |  |  |                   |                   |                   |                   |                   |  |  |             | Indiana Fever |             |             |             |             |             |
|  |                       |                       |                       | Minnesota Lynx        |                       |  |  |                   |                   |                   |                   |                   |  |  |             |               |             |             |             |             |             |
|  | 1WC                   | Minnesota Lynx        |                       |                       |                       |  |  |                   |                   |                   |                   |                   |  |  |             |               |             |             |             |             |             |
|  | 4WC                   | Seattle Storm         |                       |                       |                       |  |  |                   |                   |                   |                   |                   |  |  |             |               |             |             |             |             |             |
|  | 4WC                   | Seattle Storm         | Minnesota Lynx        |                       |                       |  |  |                   |                   |                   |                   |                   |  |  |             |               |             |             |             |             |             |
|  |                       |                       |                       |                       |                       |  |  |                   |                   |                   |                   |                   |  |  |             |               |             |             |             |             |             |
|  |                       |                       | L.A. Sparks           |                       |                       |  |  |                   |                   |                   |                   |                   |  |  |             |               |             |             |             |             |             |
|  | 2WC                   | L.A. Sparks           |                       |                       |                       |  |  |                   |                   |                   |                   |                   |  |  |             |               |             |             |             |             |             |
|  | 2WC                   | L.A. Sparks           |                       |                       |                       |  |  |                   |                   |                   |                   |                   |  |  |             |               |             |             |             |             |             |
|  | 3WC                   | S.A. Silver Stars     |                       |                       |                       |  |  |                   |                   |                   |                   |                   |  |  |             |               |             |             |             |             |             |

## Vincitore
| Campione WNBA 2012        |
| ------------------------- |
| Indiana Fever (1º titolo) |

## Statistiche
| Categoria             | Giocatore        | Squadra            | Stat |
| --------------------- | ---------------- | ------------------ | ---- |
| Punti per gara        | Angel McCoughtry | Atlanta Dream      | 21,4 |
| Rimbalzi per gara     | Tina Charles     | Connecticut Sun    | 10,5 |
| Assist per gara       | Lindsay Whalen   | Minnesota Lynx     | 5,4  |
| Palle rubate per gara | Angel McCoughtry | Atlanta Dream      | 2,5  |
| Stoppate per gara     | Candace Parker   | Los Angeles Sparks | 2,3  |
| FG%                   | Sylvia Fowles    | Chicago Sky        | 63,8 |
| FT%                   | Kara Lawson      | Connecticut Sun    | 93,5 |
| 3FG%                  | Temeka Johnson   | Tulsa Shock        | 53,1 |

## Premi WNBA
- WNBA Most Valuable Player: Tina Charles, Connecticut Sun
- WNBA Defensive Player of the Year: Tamika Catchings, Indiana Fever
- WNBA Coach of the Year: Carol Ross, Los Angeles Sparks
- WNBA Rookie of the Year: Nneka Ogwumike, Los Angeles Sparks
- WNBA Most Improved Player: Kristi Toliver, Los Angeles Sparks
- WNBA Sixth Woman of the Year: Renee Montgomery, Connecticut Sun
- WNBA Finals Most Valuable Player: Tamika Catchings, Indiana Fever
- All-WNBA First Team:
  - Seimone Augustus, Minnesota Lynx
  - Tamika Catchings, Indiana Fever
  - Tina Charles, Connecticut Sun
  - Candace Parker, Los Angeles Sparks
  - Cappie Pondexter, New York Liberty
- All-WNBA Second Team:
  - Sylvia Fowles, Chicago Sky
  - Maya Moore, Minnesota Lynx
  - Kristi Toliver, Los Angeles Sparks
  - Lindsay Whalen, Minnesota Lynx
  - Sophia Young, San Antonio Silver Stars
- WNBA All-Defensive First Team:
  - Tamika Catchings, Indiana Fever
  - Sancho Lyttle, Atlanta Dream
  - Sylvia Fowles, Chicago Sky
  - Alana Beard, Los Angeles Sparks
  - Briann January, Indiana Fever
- WNBA All-Defensive Second Team:
  - Sophia Young, San Antonio Silver Stars
  - Candace Parker, Los Angeles Sparks
  - Tina Charles, Connecticut Sun
  - Armintie Price, Atlanta Dream
  - Danielle Robinson, San Antonio Silver Stars
- WNBA All-Rookie First Team:
  - Nneka Ogwumike, Los Angeles Sparks
  - Glory Johnson, Tulsa Shock
  - Tiffany Hayes, Atlanta Dream
  - Samantha Prahalis, Phoenix Mercury
  - Riquna Williams, Tulsa Shock